# Aeroportul Municipal Red Bluff
Aeroportul Municipal Red Bluff (IATA: RBL, ICAO: KRBL, FAA LID: RBL) este un aeroport din Tehama County⁠(d), California, Statele Unite ale Americii. Aeroportul a fost tranzitat în 2019 de 2 pasageri.
Situat la o altitudine de 105 m, aeroportul dispune de 1 pistă.

## Infrastructură

### Piste
Aeroportul dispune de o singură pistă. Pista 15/33 are suprafața de asfalt și dimensiunile 5.431 picioare × 100 picioare. 